# Lesbijka

Flaga lesbijek

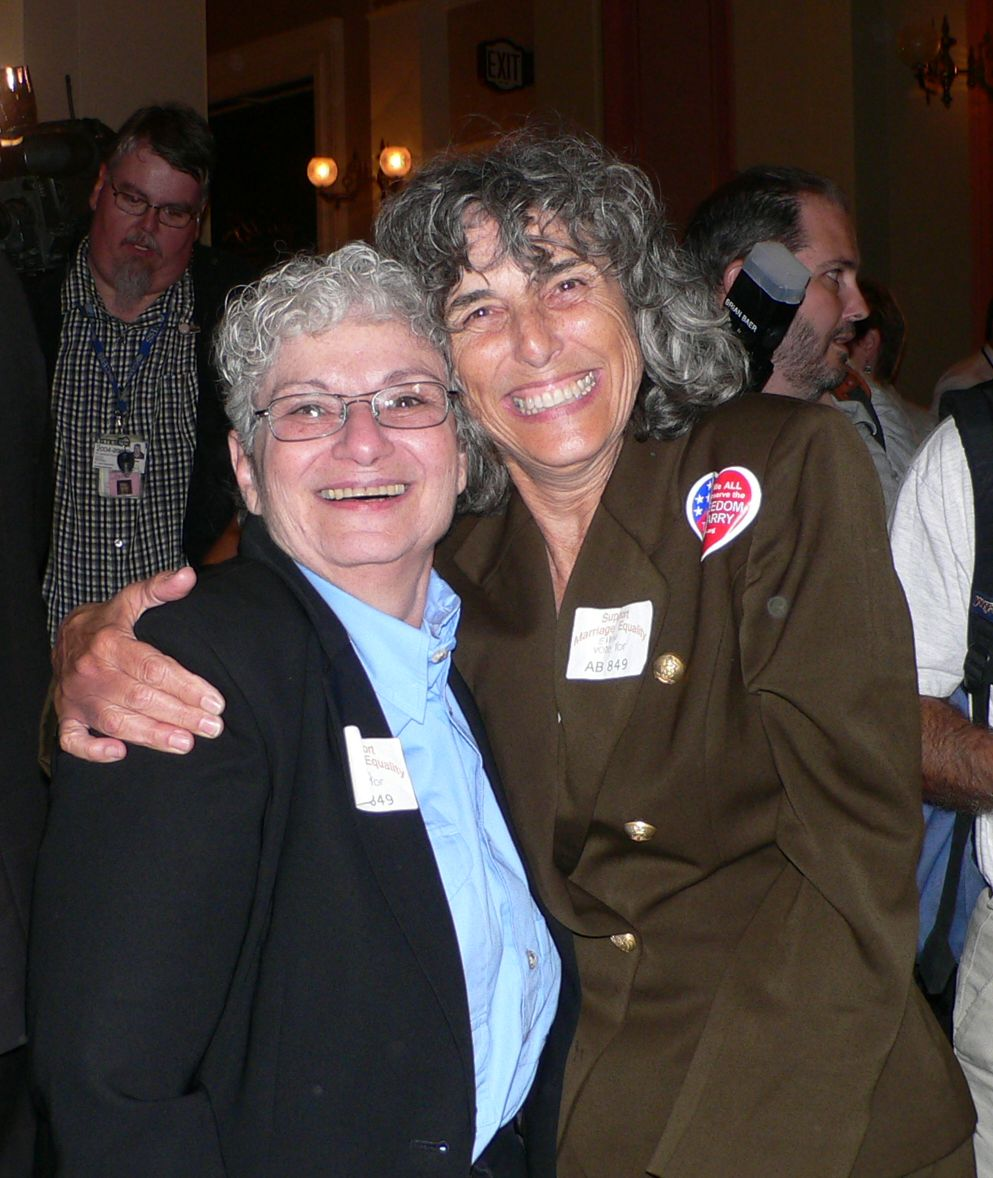
Para lesbijek

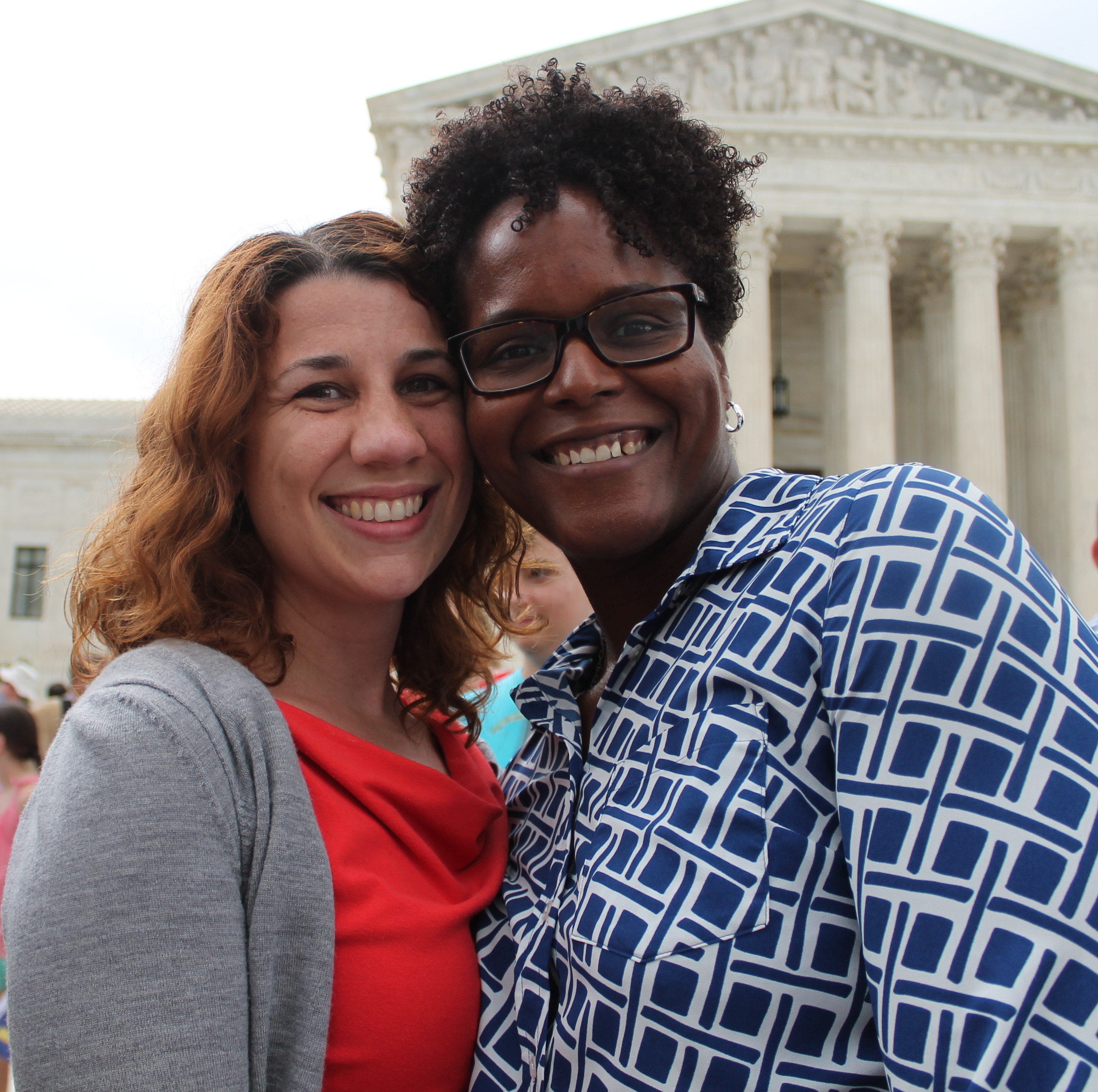
Para lesbijska, Waszyngton, 2015

Lesbijka (rzadziej safonka lub trybada) – kobieta o orientacji homoseksualnej, czyli taka, która odczuwa romantyczny i seksualny pociąg do innych kobiet, i w oparciu o ten pociąg może budować własną tożsamość oraz zawierać trwałe związki z innymi kobietami, a także odczuwać przynależność do społeczności osób odczuwających ten pociąg.

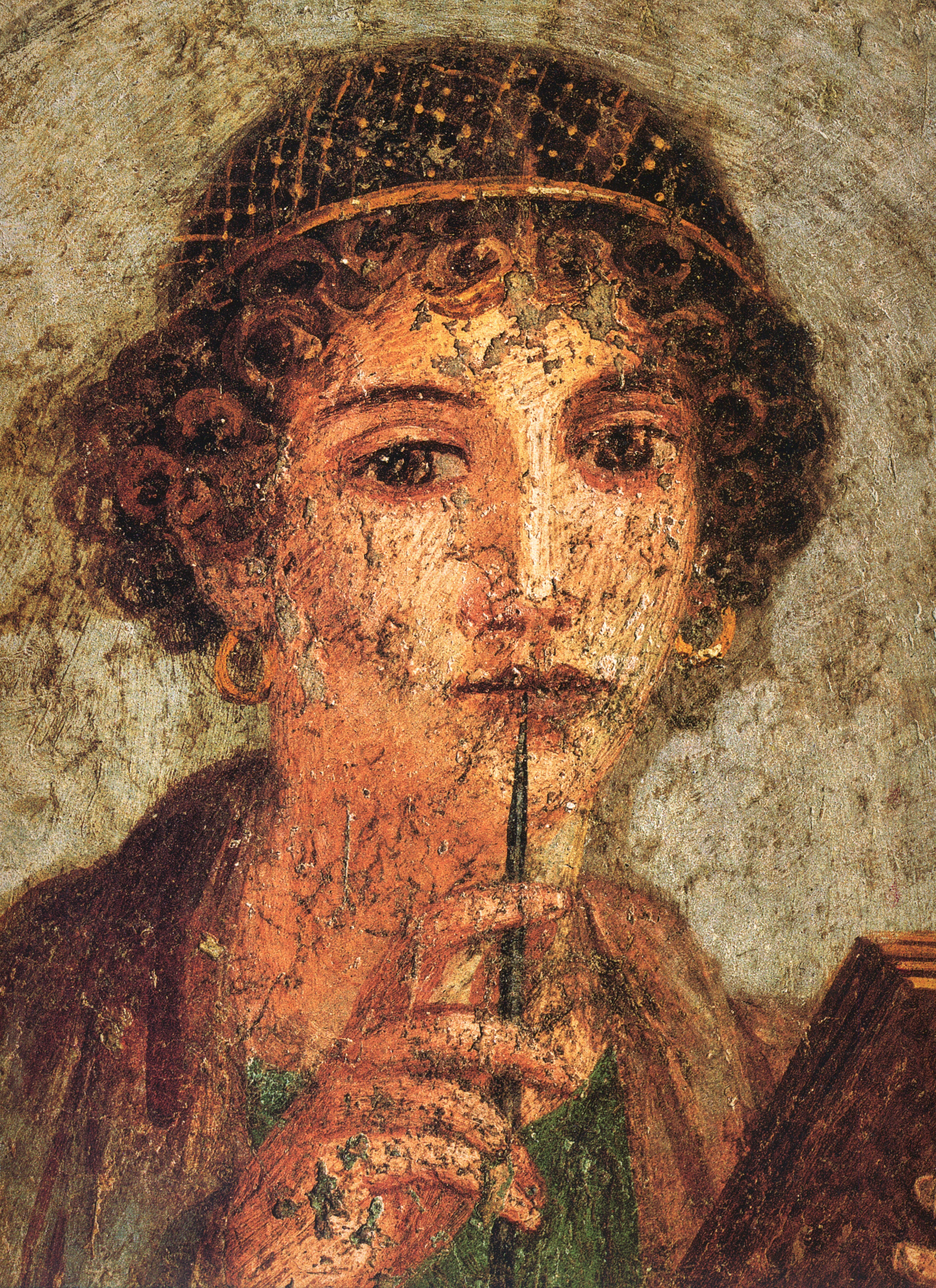
Słowo „lesbijka” pochodzi od wyspy Lesbos, gdzie żyła i tworzyła poetka starożytnej Grecji, Safona

## Etymologia
Określenia „lesbijka” oraz „safonka” pochodzą od greckiej wyspy Lesbos, i żyjącej na niej poetki Safony. Przypisuje się jej orientację homoseksualną z powodu pisanych przez nią liryków homoerotycznych. Z kolei „trybada” pochodzi od trybadyzmu, praktyki seksualnej częstej wśród kobiet, które uprawiają seks z kobietami.

## Definicja terminu
Nie ma ujednoliconej definicji słowa „lesbijka”. Terminu tego używa się w odniesieniu do kobiet, które uprawiają seks z kobietami, wyłącznie lub jako dodatek do seksu z mężczyznami (tj. zachowanie), kobiet, które same identyfikują się jako lesbijki (tj. tożsamość) oraz kobiet, które wykazują preferencje o charakterze seksualnym w stosunku do kobiet (tj. pożądanie lub przyciąganie). 
W literaturze naukowej definicje lesbijek różnią się również w zależności od tego, jak i gdzie pobrano próbki do badań. 
Pod koniec XIX i na początku XX wieku męscy seksuolodzy, tacy jak Richard von Krafft-Ebing i Have-lock Ellis, przejęli kontrolę nad definicją lesbijki. Z ich męskiej i heteroseksualnej perspektywy, lesbijka była kobietą starającą się być mężczyzną. Według Esther Newton, Ellis rozumie pragnienie kobiety poza męską kontrolą lub obecnością tylko w kategoriach „łączenia inwersji i męskości”. W tym paradygmacie lesbijka jest uzurpatorem męskich prerogatyw; w rzeczywistości Carroll Smith-Rosenberg twierdzi, że lesbijki Krafft-Ebinga „zdawały się pragnąć męskich przywilejów i władzy tak gorliwie lub, być może bardziej gorliwie niż pragnęły seksualnie kobiet”. 
W latach 70. lesbijstwo zaczęło być mocno wiązane z feminizmem, tworząc nurt zwany feminizmem lesbijskim. W tym kontekście „lesbijka” stała się symbolem buntowniczki i definiowana była jako pewna postawa polityczna kobiet, a nie konieczne poprzez ich aktywność seksualną. Adrienne Rich, na przykład, definiuje jako lesbijstwo „pierwotną intensywność pośród kobiet i pomiędzy nimi, włączając w to dzielenie się bogatym życiem wewnętrznym, przeciwstawianie się męskiej tyranii, udzielanie i otrzymywanie praktycznego i politycznego wsparcia”. 
Według jednej ze współcześnie proponowanych definicji lesbijka to kobieta, która chce stworzyć rodzinę z inną kobietą.

## Użycie terminu

### Język polski
W obecnej polszczyźnie rzeczownik „lesbijka” ma wydźwięk neutralny i jest akceptowany w środowisku samych lesbijek, w odróżnieniu od językowo niezręcznego i mającego charakter kliniczny określenia „homoseksualistka”.

### Język angielski
Również w krajach anglojęzycznych społeczność osób homoseksualnych preferuje określenia lesbian i gay lub gay person (dla obu płci) uznając przy tym rzeczownik homosexual za termin nieodpowiedni lub wręcz obraźliwy w zastosowaniach innych niż bezpośrednie cytowanie publikacji naukowych.